# Patriota (Revolução Americana)

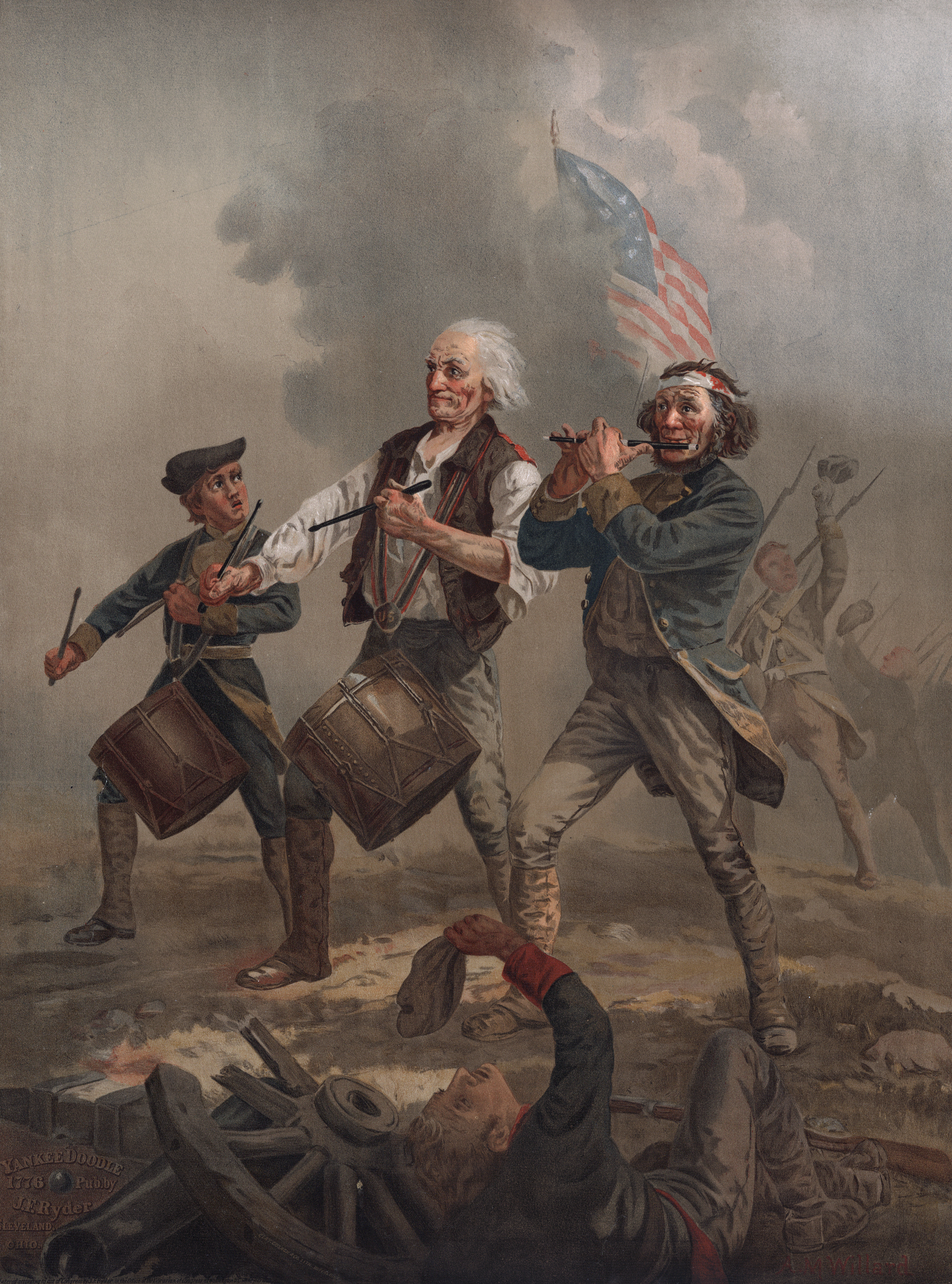
O espírito de '76, por Archibald Willard, pintado no século XIX.

Patriotas (em inglês: Patriots; também chamados de Rebeldes, Revolucionários, Continentais ou Whigs Americanos) eram os habitantes pró-independência das Treze Colônias americanas que se rebelaram contra o controle britânico do seu país durante a Revolução Americana. Sua rebelião era baseada na filosofia do republicanismo, expressado por homens como Thomas Jefferson, John Adams e Thomas Paine.
Como um grupo, os Patriotas vinham de diversas áreas sociais, econômicas e origens étnicas. Seus líderes incluíam advogados como John Adams e Alexander Hamilton; latifundiários como Thomas Jefferson e George Mason; mercadores como Alexander McDougall e fazendeiros como Daniel Shays e Joseph Plumb Martin.
Estima-se que pelo menos 45% da população das Treze Colônias apoiava a rebelião por independência contra os ingleses.
Os patriotas se tornaram as principais figuras no processo de independência dos Estados Unidos e também na formação da nova república.